# نيد أوسوليفان
نيد أوسوليفان (بالإنجليزية: Ned O'Sullivan)‏ هو سياسي أيرلندي، ولد في 25 نوفمبر 1950 في جمهورية أيرلندا. حزبياً، نشط في فيانا فايل. وقد انتخب عضو مجلس الشيوخ من أيرلندا عن دائرة Labour Panel ‏ وقد انضم خلال فترته النيابية ‏ (24 يوليو 2007 – 25 أبريل 2011)  للكتلة البرلمانية فيانا فايل وانتخب عضو مجلس الشيوخ من أيرلندا عن دائرة Labour Panel ‏ وقد انضم خلال فترته النيابية ‏ (25 مايو 2011 – 9 فبراير 2016)  للكتلة البرلمانية فيانا فايل وانتخب عضو مجلس الشيوخ من أيرلندا عن دائرة Labour Panel ‏ وقد انضم خلال فترته النيابية ‏ (8 يونيو 2016 – )  للكتلة البرلمانية فيانا فايل.